# Knight & Lee
Knight & Lee was een warenhuis in Southsea, Hampshire, Engeland. De winkel werd in 1933 overgenomen door John Lewis Partnership en was een van de slechts twee overgebleven winkels die niet onder de naam John Lewis & Partners opereerden. Op 13 juli 2019 sloot de winkel officieel zijn deuren. Met de opbrengst van de verkoop van het eigendom zal het pensioentekort van John Lewis worden aangevuld. 

## Geschiedenis
De winkel was oorspronkelijk een kantwinkel , die werd geëxploiteerd door de William Wink in Queens Street. In 1857 stierf William Wink en zijn vrouw nam het bedrijf over, waarna het te boek stond als kantfabrikant, hoedenmaker en naaiatelier. In 1865 nam Frederick Wink het bedrijf over.
Frederick verhuisde het bedrijf in 1874 naar de meer modieuze Palmerston Road in Southsea. Het bedrijf breidde  uit met de aankoop van meerdere panden aan Palmerston Road en breidde het aanbod uit tot een warenhuis.
In 1887 kochten de zwagers Jesse Knight en Edward Herbert Soden Lee het bedrijf over. Ze hadden eerder voor William Whitley in Bayswater gewerkt en stelden een heer Brown aan als algemeen directeur. Het bedrijf werd sterk uitgebreid met een nieuwe jongenskledingafdeling, gevolgd door een herenkledingafdeling. 
In 1908 kochten ze een voormalige viswinkel op de hoek van Stanley Lane en Palmerston Road. Door de verschillende aankomen aan Palmerston Road konden de winkels worden samengevoegd en in 1910 worden herbouwd. In 1922 stierf  Knight, en Lee stierf twee jaar later. Brown, die vanuit Whitleys bij het bedrijf was gekomen toen Knight & Lee het bedrijf had gekocht, leidde het bedrijf totdat John Lewis partnership het bedrijf in 1933 kocht.
Tegen 1937 kondigde John Lewis aan dat Knight and Lee zijn omzet had zien stijgen tot £ 100.000. Tijdens de Tweede Wereldoorlog werd Portsmouth verwoest. In 1940 werd het warenhuis getroffen bij een luchtaanval, maar werd heropend. Op 10 januari 1941 werd de winkel verwoest door een brandbom. Het bedrijf herstelde zich echter snel door op 24 februari kantoren te openen in het nabijgelegen Queen's Hotel en een winkel te openen in Palmerston Arcade. In 1950 was het bedrijf uitgebreid naar een ander pand naast Palmerston Arcade en nog meer panden in Elm Grove. In 1955 werd aangekondigd dat er een nieuw, speciaal gebouwd gebouw zou worden gebouwd op de hoek van Palmerston Road. De winkel werd in 1959 geopend en alle afdelingen werden hierin ondergebracht.
In 2004 had John Lewis toegezegd om ankerhuurder te worden voor het te ontwikkelen Portsmouth Northern Quarter, waardoor het bestaan van Knight & Lee werd bedreigd. De ontwikkeling werd in 2005 in de wacht gezet door de gemeenteraad van Portsmouth, maar de projectontwikkelaars bliezen het nieuw leven in. De lokale bevolking was bang dat Knight & Lee zou sluiten. In 2014 kondigde John Lewis echter aan dat Knight & Lee in Southsea zou blijven.
In 2018 werd de volle eigendom van het pand verkocht door John Lewis en op 23 januari 2019 werd bekend dat de winkel in juli zou sluiten.
In juli 2019 kondigde John Lewis de sluiting aan van de Knight & Lee-winkel in Southsea, na meer dan 150 jaar handel. Knight & Lee was een van de twee winkels in het Verenigd Koninkrijk, die eigendom waren John Lewis en hun oorspronkelijke naam behielden. Het warenhuis was het eerste filiaal van John Lewis dat sinds 2006 gesloten werd.